# Metriochroa latifoliella
Metriochroa latifoliella är en fjärilsart som först beskrevs av Pierre Millière 1886.  Metriochroa latifoliella ingår i släktet Metriochroa och familjen styltmalar.
Artens utbredningsområde är:
- Frankrike.
- Grekland.
- Italien.
- Spanien.
- Tunisien.
- Kroatien.
- Serbien.

Inga underarter finns listade i Catalogue of Life.